# Braça
Braça é uma antiga medida de comprimento equivalente a 2,20 metros linearmente. Apesar de antiga, atualmente ainda é usada e compreendida por muitos trabalhadores rurais e outras pessoas envolvidas com o meio rural. Ao conjunto de 3 000 braças se dá o nome de légua. Por courela diz-se uma unidade de área de 100 braças de comprimento por 10 de largura.

## Sistema britânico
O termo braça também é usado na língua portuguesa como tradução do inglês fathom, unidade de comprimento do sistema imperial britânico que corresponde a 6 pés ou 72 polegadas (1,8288 m). É utilizada comumente para a medida de profundidades marítimas.   